# 三浦久
三浦 久（みうら ひさし、1945年 - ）は、日本の男性フォークシンガー、翻訳家。ボブ・ディランやブルース・スプリングスティーン、レナード・コーエンの歌詞対訳、評論・研究書の翻訳などでも知られる。

## 来歴
千葉県生まれ、長野県上伊那郡辰野町育ち。長野県諏訪清陵高等学校卒業、カリフォルニア大学サンタバーバラ校(UCSB)卒業(宗教学)、京都大学大学院修士課程修了(仏教学)。
1963年から翌年にかけてAFS (交換留学)により米国カリフォルニア州の高校に留学し、ボブ・ディランなどのフォークソングを聴き、歌い始める。ICU国際基督教大学を中退し、1966年から再渡米しUCSBに留学。1969年に帰国後、京都でフォークシンガーとしての活動を始め、『私は風の声を聞いた』など4枚のアルバムをリリース。1985年より長野県辰野町にライブハウス＆喫茶店「OREAD」（オーリアッド）を開店。しばらく音楽活動を中止していたが、1989年天安門広場で一人の若者が戦車を止めようとする映像を見て活動を再開。以後、『セカンド・ウインド』 『メッセージ』『ガビオタの海』『千の風』『祈り』などのアルバムを自身のレーベルOREAD RECORDSよりリリース。1996年10月から、オンラインマガジン「長野ジャーナル」に、ほぼ10年にわたってエッセイを連載したが、現在休載中。

## 音楽作品

### アルバム
- 私は風の声を聞いた（1974年、エレクトラ／ワーナー・パイオニア L-8033E）
- 漂泊の友（1976年、エレクトラ／ワーナー・パイオニア L-8072E）
- ポジティヴリー寺町通り（1979年、東芝EMI ETP-80096）/(2010年、CD復刻　ウルマ堂 UL-002)
- ライブ三浦久（1980年、東芝EMI　ETP-90018）
- セカンド・ウインド（1994年、OREAD RECORDS OR-001）
- メッセージ（1997年、OREAD RECORDS OR-002）
- ガビオタの海（1999年、OREAD RECORDS OR-003）
- カムサハムニダ イ・スヒョン（2002年、OREAD RECORDS OR-004）ミニアルバム
- 千の風（2004年、OREAD RECORDS OR-005）
- 碌山（2005年、OREAD RECORDS OR-006）ミニアルバム
- 祈り（2011年12月、OREAD RECORDS OR-007）
- 九つの物語（2015年12月、OREAD RECORDS OR-008）

### シングル
- 山頭火／こおろぎがうたうように（1972年、PEP MUSIC SERVICE CO. LTD. KL-1）EP
- 松毬（まつぼっくり）（1974年、エレクトラ／ワーナー・パイオニア L-1205E）
- あの果てしない大空へ（1997年、OREAD RECORDS ORS-001）

## 著書
- 追憶の60年代カリフォルニア（1999年、平凡社新書）

### 訳書
- ディランは語る Bob Dylan In His Own Words（1979年、編: マイルズ）
- ボブ・ディランひと粒の砂にさえも（1981年、著: ポール・ウィリアムズ、プレイガイドジャーナル社）
- ボブ・ディラン—詩の研究（1983年、著:ジョン・ハードマン、ソニー・マガジンズ）
- 英語対訳版草木塔抄他／Fire on the Mountain（1998年、著: 種田山頭火、共訳: グリーン・ジェイムズ、青空文庫）

## 歌詞対訳
ボブ・ディラン、レナード・コーエン、ブルース・スプリングスティーン、ロバート・ジョンソン、ジョニー・キャッシュ、サイモン＆ガーファンクル、ロイ・オービソン等。